# Epidendrum nocturnum var. minor
Epidendrum nocturnum var. minor é uma espécie epífita de caules finos, cilíndricos e com trinta centímetros de altura. Folhas coriáceas e oblongas. Inflorescências unifloras, nesta variedade de menor porte as flores tem dois centímetros de diâmetro. Pétalas e sépalas estriadas de cor verde brilhante. Labelo densamentetrilobado de cor branca. Exalam forte perfume no período noturno. Vegeta em matas úmidas em quase todos os estados do norte do Brasil.
Floresce no verão.